# Mecistophylla amechanica
Mecistophylla amechanica är en fjärilsart som beskrevs av Turner 1941. Mecistophylla amechanica ingår i släktet Mecistophylla och familjen mott. Inga underarter finns listade i Catalogue of Life.